# Aleksandr Serafimovitsj

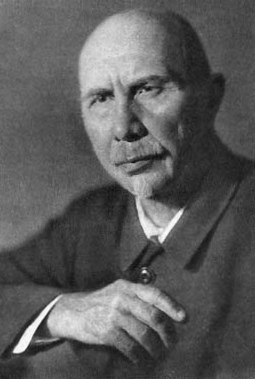
Aleksander Serafimovitsj

Aleksandr Serafimovitsj, geboren als Aleksandr Serafimovitsj Popov (Russisch: Александр Серафимович Попов) (Nizjnekoermojarskaja, oblast Rostov, 19 januari 1863 – Moskou, 19 januari 1949) was een Russisch schrijver.

## Leven en werk
Serafimovitsj werd geboren als zoon van een lage Kozakkenofficier in het Don-gebied. Hij studeerde natuur- en wiskunde in Sint-Petersburg. Daar raakte hij bevriend met Aleksandr Oeljanov, de broer van Lenin. Met hem raakte Serafimovitsj betrokken bij marxistische propaganda-activiteiten, waarna hij van 1887 tot 1890 verbannen werd naar Mezen, bij Archangelsk.
Kort na 1900 werd Serafimovitsj lid van Maksim Gorkis literaire kring ‘Znanije’. In die tijd publiceerde hij vooral verhalen over het leven van de arbeiders en over de revolutionaire strijd van het proletariaat tegen de autocratie.
Serafimovitsj’ belangrijkste roman van vóór de Russische Revolutie is Een stad in de steppe (1912), waarin hij de kwalijke aspecten van de ontwikkeling van een bourgeoisonderneming in een nieuwe industriestad aantoont, gekoppeld aan de groei van de arbeidersklasse.
Zijn hoofdwerk De ijzeren stroom (1924) behandelt de terugtocht van de bolsjewieken tijdens de Russische Burgeroorlog van de Kaukasus naar het noorden. Hier wordt de ontwikkeling geschilderd van een niet-georganiseerde, aanvankelijk anarchistisch ingestelde massa, tot een politiek bewust- en gesloten collectief. Serafimovitsj ziet af van het tekenen van individuele karakters, maar beeldt vooral de massa uit als handelende persoon. Dit paste uitstekend in de geest des tijds en De ijzeren stroom groeide dan ook uit tot een klassieker van de Sovjetliteratuur.
In de jaren dertig en veertig publiceerde Serafimovitsj vooral weer verhalen, streng in de stijl van het socialistisch realisme, op weinig kritische wijze de opbouw van de Sovjetstaat verheerlijkend. In 1943 ontving hij daarvoor de Stalinprijs.